# ロバート・フロスト
ロバート・リー・フロスト（Robert Lee Frost, 1874年3月26日 - 1963年1月29日）はアメリカ合衆国の詩人。作品はニューイングランドの農村生活を題材とし、複雑な社会的テーマや哲学的テーマを対象とするものが多く、大衆的人気も高く広く知られた。生前から表彰されることもしばしばで、ピューリッツァー賞を4度受賞した。1961年にはジョン・F・ケネディアメリカ合衆国大統領就任式で詩を朗読した。

## 主要作品

### 詩集
- A Boy's Will（英語版） (David Nutt, 1913; Holt, 1915)
- North of Boston（英語版） (David Nutt, 1914; Holt, 1914)
- Mountain Interval（英語版） (Holt, 1916)
- Selected Poems (Holt, 1923)
- New Hampshire（英語版） (Holt, 1923; Grant Richards, 1924.
- Several Short Poems (Holt, 1924)
- Selected Poems (Holt, 1928)
- West-Running Brook（英語版） (Holt, 1928? 1929)
- The Lovely Shall Be Choosers (Random House, 1929)
- Collected Poems of Robert Frost（英語版） (Holt, 1930; Longmans, Green, 1930)
- The Lone Striker (Knopf, 1933)
- Selected Poems: Third Edition (Holt, 1934)
- Three Poems (Baker Library, Dartmouth College, 1935)
- The Gold Hesperidee (Bibliophile Press, 1935)
- From Snow to Snow (Holt, 1936)
- A Further Range（英語版） (Holt, 1936; Cape, 1937)
- Collected Poems of Robert Frost (Holt, 1939; Longmans, Green, 1939)
- A Witness Tree（英語版） (Holt, 1942; Cape, 1943)
- Steeple Bush (Holt, 1947)
- Complete Poems of Robert Frost, 1949 (Holt, 1949; Cape, 1951)
- Hard Not To Be King (House of Books, 1951)
- Aforesaid (Holt, 1954)
- A Remembrance Collection of New Poems (Holt, 1959)
- You Come Too (Holt, 1959; Bodley Head, 1964)
- In the Clearing（英語版） (Holt Rinehart & Winston, 1962)
- The Poetry of Robert Frost (New York, 1969)
- A Further Range (1926年に Further Range として公刊、1936年改題 New Poems by Holt, 1936; Cape, 1937)

### 戯曲
- A Way Out: A One Act Play (Harbor Press, 1929).
- The Cow's in the Corn: A One Act Irish Play in Rhyme (Slide Mountain Press, 1929).
- A Masque of Reason (Holt, 1945).
- A Masque of Mercy (Holt, 1947).

### 散文
- The Letters of Robert Frost to Louis Untermeyer (Holt, Rinehart & Winston, 1963; Cape, 1964).
- Robert Frost and John Bartlett: The Record of a Friendship, by Margaret Bartlett Anderson (Holt, Rinehart & Winston, 1963).
- Selected Letters of Robert Frost (Holt, Rinehart & Winston, 1964).
- Interviews with Robert Frost (Holt, Rinehart & Winston, 1966; Cape, 1967).
- Family Letters of Robert and Elinor Frost (State University of New York Press, 1972).
- Robert Frost and Sidney Cox: Forty Years of Friendship (University Press of New England, 1981).
- The Notebooks of Robert Frost, edited by Robert Faggen (Harvard University Press, January 2007).

### 日本語訳
- 藤本雅樹訳『ボストンの北 : ロバート・フロスト詩集』国文社、1984年8月
- 藤本雅樹訳『少年の心 : ロバート・フロスト詩集』国文社、1985年10月
- 葉原幸男訳著『ロバート・フロストの詩 : 訳詩と評釈』ニューカレント・インターナショナル、1988年12月
- 安藤千代子訳著『ロバート・フロスト詩集 : 愛と問い』近代文藝社、1992年2月 ISBN 4773312610
- 川本皓嗣編訳『対訳 フロスト詩集 : アメリカ詩人選4』岩波文庫、2018年 ISBN 4003234316
- 藤本雅樹訳『ロバート・フロスト詩集 : ニューハンプシャー』春風社、2020年 ISBN 4861107156

## 選集

### 詩
- 「雪の降る夕方森に寄って」 （Stopping by Woods on a Snowy Evening）

## The road not taken
この詩は、1916年にMountain Intervalに収録された物語詩の作品である。
フロストは1912年から15年の間を英国で過ごし、そこで同じく詩人であるEdward Thomasと親しくなる。フロストは1915年にニューハンプシャーに戻った後、この詩の初稿を彼に送った。
この詩を彼は個人的に深く受け止め、そして第一次世界大戦に従軍するという決断に大きな影響を与えた。その後、Thomasは2年後にアレスの戦いで戦死している。
アメリカの多くの子供は、彼の詩であるThe road not taken（選ばれざる道）を学ぶ。
それは、長年にわたって親しまれ、彼の詩の中でもっとも有名なものとなっている。
しかし、研究者の中には、これは最も誤解されている詩であると言う人もいる。
この詞は、自由意志を重んじ｢自らの道を進め｣という内容の詩ではなく、フロストの代名詞でもある、アイロニーに満ちた諦観に満ちた詩であるのだと彼らは述べている。
最後のスタンザで、語り手は｢今から何年、何十年先に｣老人なった時、この物語を｢ため息｣と共に語り続けると述べている。｢ため息｣は後悔か満足のどちらかを表す表現であるが、原文において明言はされていないのである。
フロストの伝記を記したLawrence Thompsonによると、フロスト自身が一度この詞を朗読した際に、観客に向かって"You have to be careful of that one; it's a tricky poem — very tricky," 
と、この詞に皮肉が含まれている可能性があると仄めかした。と述べている。

### The road not taken（選ばれざる道）
黄色い森の中で、道が二つに分かれていた
残念ながら、両方の道を進むことはできない
ひとりで旅する私はしばらく立ちどまり、
片方の道をできるだけ奥まで見ると、
その道は、先で折れて草むらの中に消えていた
次に、もう一方の道に目をやった
こちらも劣らず美しいし、
むしろ良さそうに見えたのは、
草が生い茂っていて踏み荒らされていなかったからだ。
もっとも、それを言うなら、その道を通る事によって
実際にはどちらもほとんど同じように踏み均されてしまうのだが。
あの日、どちらの道も同じように、
まだ踏まれずに黒ずんでいない落ち葉に埋もれていた。
あぁ、私は最初の道を、別の日のために取っておくことにした！
しかし、道が先へ先へと続いていることは分かっていたから、
この場所に戻ってくるかどうかは、疑わしかった。
この先、私はため息まじりに語り続けるつもりだ。
今から何年、何十年先になっても言い続けるつもりだ。
ずっと昔、森の中で道が二手に分かれており、私は―――
私は、踏みならされていない道を選んだ。
そしてそれが、決定的な違いを生んだ。

## 名言
- Happiness makes up in height for what it lacks in length.

　　幸福とは長さの不足を高さであがなうもの。
- Love is an irresistible desire to be irresistibly desired.

　　愛というのは抑えきれない欲望を抱かれたいという抑えきれない欲望。
- A definite purpose, like blinders on a horse, inevitably narrows its possessor's point of view.

　　目隠しした馬の様に範囲の限定された目的は、必ずその持ち主の視野を狭くする。
- Education is the ability to listen to almost anything without losing your temper or your self-confidence.

　　教育とは、立腹したり自信を喪失したりせずにほとんどすべてのことに耳を傾けられる力のことだ。
- The brain is a wonderful organ. It starts working the moment you get up in the morning and does not stop until you get into the office.

　　脳は不思議な器官だ。朝起きた瞬間に働きはじめ、オフィスに着くまで活動をやめない。